# 巴达维亚石油公司
巴达维亚石油公司（荷蘭語：Bataafse Petroleum Maatschappij或Bataafsche Petroleum Maatschappij），簡稱BPM，是荷兰皇家壳牌1907年在荷屬東印度和後來的印度尼西亞的子公司。

## 歷史

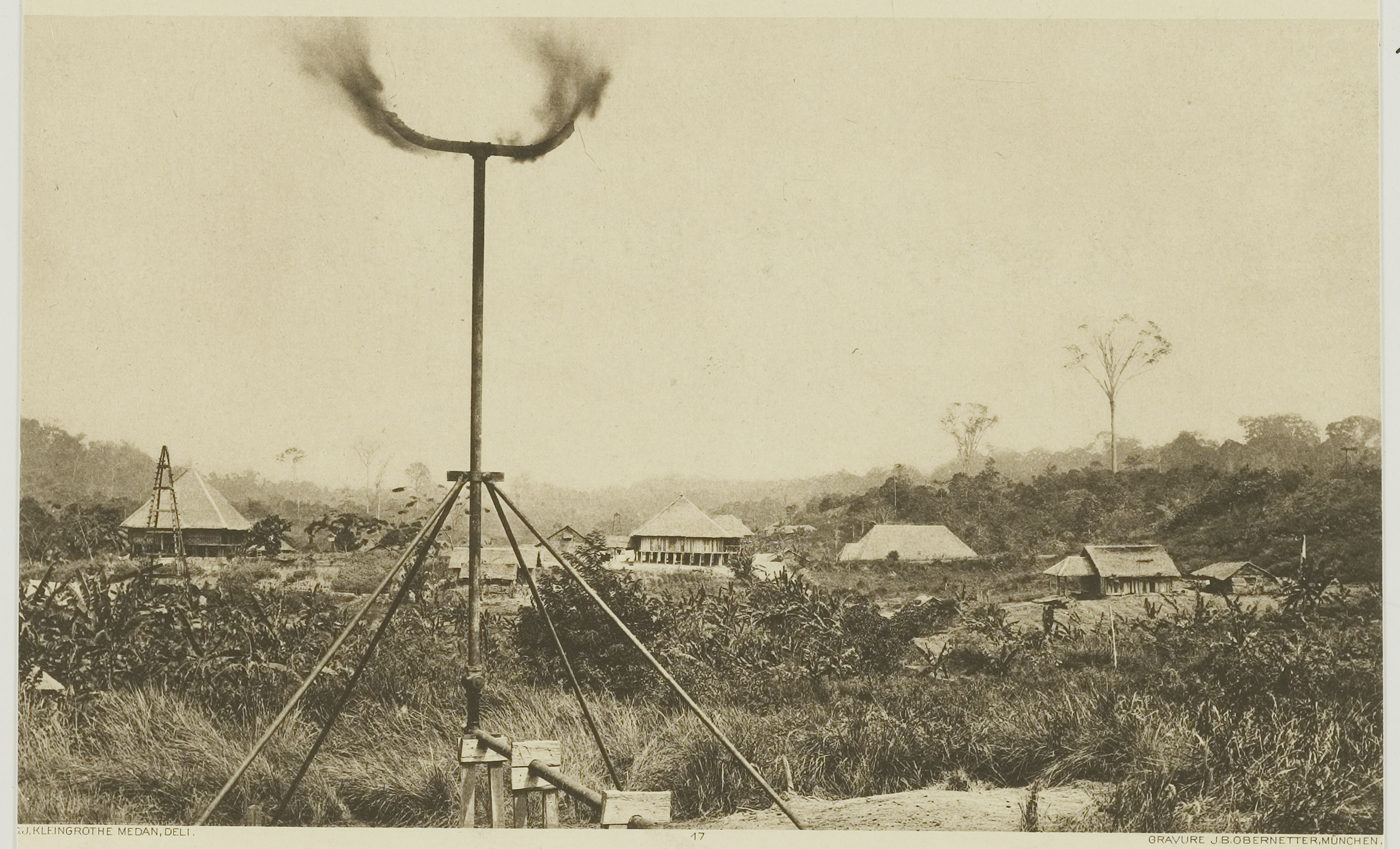
北苏门答腊火水山的油井，那裏被視爲荷兰皇家壳牌的起源地，攝於1905年。

巴达维亚石油公司是荷兰皇家壳牌在当时的荷属东印度的主要石油生产实体，在殖民时期主导着印度尼西亚石油工业，使其成为荷属东印度最大的公司之一。BPM的主要油井在北苏门答腊的火水山，那裏被认为是荷兰皇家壳牌的起源地。在1890年代中期，在苏门答腊南部的沼泽地发现了质量更好的石油。附近的巨港是一座拥有港口设施的古老城市，很快发展成为一座充满活力的城市，拥有多家石油工业公司的总部。
1920年代，荷属东印度95%以上的原油是由巴达维亚石油公司商业化生产的。
Pladjoe工厂由BPM在Komering River支流河口西岸建造，生产可销售的副产品。该炼油厂从高產的Talang Djimar、Praboe Moelih 和 Moeara Enim 油田接收原油。特别是用于航空燃料的石油。它主要供应太平洋空军。产品从炼油厂码头通过油轮运往新加坡、爪哇、美国或日本。
BPM公司在打拉根島的的油井的产量约为18,000BOPD，占整个荷属东印度石油总产量的三分之一。
在爪哇，BPM收购了Doordsche Petroleum Maatschappij(DPM)的油田和设施，DPM是一家由Adriaan Stoop于1887年创立的荷兰石油公司。其中包括东爪哇泗水附近的Kruka油田和Djabakota油田以及Wonokromo炼油厂。通过收购DPM，BPM还成为东爪哇总共约30个油田的所有者，其中包括建于1894年的位于Cepu的另一家炼油厂。
日本占领印度尼西亚后，爲了不让它陷入日本軍手中，油井和炼油厂被禁用并放火烧毁。
第二次世界大战后，这些油井被印度尼西亚國民军接管。1957年，Pangkalan Brandan成为新成立的印尼國家石油開發公司Permina（印尼国家石油公司Pertamina的前身）的主要资产。20世纪50年代，美国石油巨头加德士（现为雪佛龙）和Stanvac（现为埃克森美孚）在印尼大力投资，1957年BPM的份额降至仅34%，而加德士为46%，Stanvac为20%。最终，荷兰皇家壳牌于 1965 年退出印度尼西亚。

## 荷属东印度的分支机构

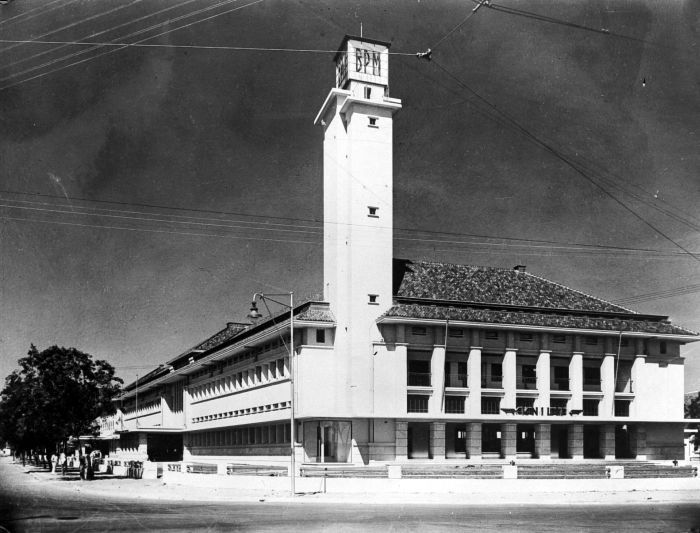
巴达维亚石油公司1938年在雅加達的主樓，現在是印尼国家石油公司的總部。

- 三宝垄（总部至 1938 年）
- Kawengan、Tuban（英语：Tuban Regency）（油井）
- 巴达维亚（1938年后的总部）
- 巴厘巴板（炼油厂）
- 火水山（英语：Pangkalan Brandan）和Pangkalan Susu（油井）
- Plaju（炼油厂）

## 太平洋戰爭
荷兰公司在荷属东印度的石油储备被日本军队没收并用于日本民用和军事目的。然而，它们并没有根据海牙公约被日本征用。尽管驻扎在那里的荷兰皇家东印度陆军成功地点燃了油田并摧毁了一些地点的生产设施，但日本人在大多数情况下都能相对较快地进行重建。

## 知名员工
- 弗兰克·惠特尔
- 亨德里克斯·科莱恩
- Bonifacius Cornelis de Jonge（英语：Bonifacius Cornelis de Jonge）